# 尤丽·阿尔韦亚尔
尤丽·阿尔韦亚尔·奥雷胡埃拉（西班牙語：Yuri Alvear Orejuela，1986年3月29日—）生于哈蒙迪，是一名哥伦比亚女子柔道运动员，主攻70公斤级。阿尔韦亚尔的父亲是一名建筑工人，母亲则是一位家庭主妇。阿尔韦亚尔曾练习过水球、手球和田径等项目，后来在一位名为Ruperto Guaúña的柔道家的推荐下，她开始练习柔道。相较于其他柔道选手，她开始练习柔道的年龄较晚，尽管如此，她仍然能够达到顶尖水平。阿尔韦亚尔和另一名柔道选手Anny Cortez是朋友关系。
2016年，阿尔韦亚尔获选为里约奥运哥伦比亚代表团开幕式旗手。